# Březnice (Boêmia Central)
Březnice é uma cidade checa localizada na região da Boêmia Central, distrito de Příbram.